# Supermarine Seafire
El Supermarine Seafire fue una versión naval del caza Supermarine Spitfire, adaptado para operar desde portaaviones. Su concepto era análogo al Hawker Sea Hurricane, una versión navalizada del compañero de cuadra del Spitfire, el Hawker Hurricane. El nombre Seafire se deriva de la contracción del nombre completo de Sea Spitfire.
En mayo de 1938, el Almirantazgo había propuesto una versión del Supermarine Spitfire con capacidad para portaaviones. A pesar de la urgente necesidad de reemplazar varios tipos obsoletos en la Fleet Air Arm (FAA), algunos se opusieron a la idea, incluido Winston Churchill, aunque estas disputas a menudo fueron el resultado de la prioridad primordial de los Spitfire con base en tierra. Durante 1941 y principios de 1942, el Almirantazgo volvió a solicitar Spitfire navales, lo que dio como resultado un lote inicial de cazas Seafire Mk.Ib a finales de 1941, que se utilizaron principalmente para ganar experiencia en el manejo del modelo. Existían preocupaciones por los débiles trenes de aterrizaje, que no habían sido reforzados según los estándares navales, pero el rendimiento fue aceptable.
A partir de 1942 se encargaron más modelos Seafire, incluida la primera variante operativamente viable, la Seafire F Mk.III. Esto condujo a un uso generalizado por parte de la FAA. En noviembre de 1942, se produjo el primer combate del Seafire durante la Operación Torch, el desembarco aliado en el norte de África. En julio de 1943, el Seafire proporcionó cobertura aérea para la invasión aliada de Sicilia, y nuevamente en septiembre de 1943 durante la invasión aliada de Italia. Durante 1944, un gran número proporcionó apoyo aéreo a las fuerzas terrestres durante el desembarco de Normandía y la Operación Dragoon en el sur de Francia. Durante la segunda mitad de 1944, el Seafire se unió a la Flota británica del Pacífico, donde interceptó ataques kamikaze que se habían vuelto comunes durante los últimos años de la Guerra del Pacífico.
El Seafire continuó utilizándose después del final de la guerra, pero la FAA retiró todos sus Seafire con motor Merlin y los reemplazó por sus homólogos con motor Griffon. Este modelo tuvo más uso en combate durante la guerra de Corea, en la que los Seafire de la FAA realizaron cientos de misiones en ataque terrestre y patrullaje aéreo de combate contra las fuerzas norcoreanas en 1950. El Seafire fue retirado del servicio durante la década de 1950. En servicio en la FAA, el modelo había sido reemplazado por el Hawker Sea Fury, el último caza con motor de pistón utilizado por el servicio, junto con la primera generación de cazas navales a reacción, como el De Havilland Sea Vampire, el Supermarine Attacker y el Hawker Sea Hawk.

## Desarrollo

### Orígenes

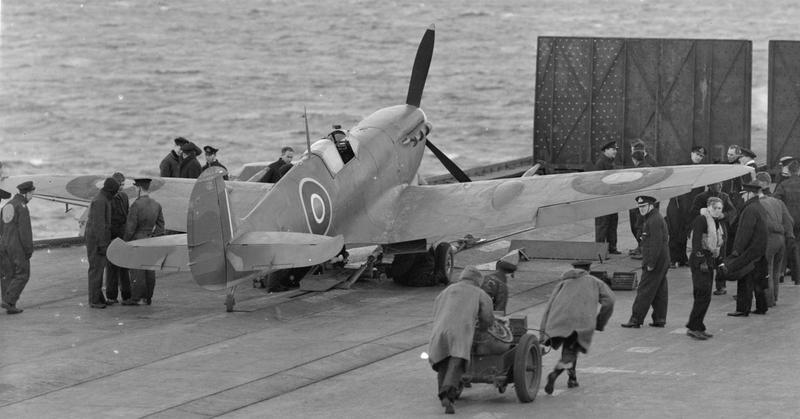
Seafire durante las pruebas de la Fleet Air Arm a bordo del HMS Victorious, del 23 al 25 de septiembre de 1942.

El Almirantazgo mostró por primera vez su interés en la idea de un Spitfire embarcado en portaaviones en mayo de 1938, cuando, durante una reunión con Richard Fairey (de Fairey Aviation), Fairey propuso que su compañía podría diseñar y construir un avión de ese tipo. La idea tuvo una respuesta negativa y el asunto fue abandonado. Como resultado, la Fleet Air Arm (FAA), que en ese momento todavía formaba parte de la Real Fuerza Aérea, se vio obligada a encargar Blackburn Roc y Gloster Sea Gladiator, ambos sumamente inadecuados en las circunstancias en las que fueron utilizados posteriormente. Al estallar la Segunda Guerra Mundial, muchos de los aviones operados por la FAA habían sido diseñados asumiendo que, como Alemania no poseía portaaviones, el rendimiento general sería de naturaleza secundaria en comparación con las otras tareas requeridas, como la observación y el corrección, pero, en 1941, estos aviones se habían vuelto obsoletos en comparación con los cazas terrestres alemanes e italianos contra los que ocasionalmente se les exigía operar; por lo tanto, la necesidad de aviones más capaces era fácilmente evidente. Como el Hawker Hurricane había demostrado rápidamente su adaptabilidad a las operaciones desde portaaviones, hubo un interés considerable en navalizar también al Spitfire.
El tema de un Spitfire embarcado se planteó de nuevo en noviembre de 1939, cuando el Ministerio del Aire autorizó al comandante Ermen a volar un Spitfire I. Tras su primer vuelo en el R6718, Ermen pronto se enteró de que Joseph Smith, diseñador jefe de Supermarine, había recibido instrucciones para instalar un gancho de detención en forma de A en un Spitfire, y que este había volado el 16 de octubre; un plano de este avión se había mostrado a la FAA el 27 de octubre. Después de más discusiones, Supermarine presentó un plano de un Spitfire con alas plegables y un gancho de detención. En este caso, las alas habían sido diseñadas con un pliegue justo por fuera de los compartimentos del tren de aterrizaje; como tal, las alas exteriores habrían girado y plegado hacia atrás para quedar paralelas al fuselaje. El 29 de febrero de 1940, el Almirantazgo solicitó al Ministerio del Aire que aprobara formalmente la producción de 50 Spitfire de alas plegables, el primero de los cuales debía entregarse en julio de ese año. Por diversas razones, Winston Churchill, quien era Primer Lord del Almirantazgo, canceló la orden, escribiendo a Lord Beaverbrook: "Considero de suma importancia que se mantenga la producción del Fulmar".
En un momento de considerable demanda de Spitfire terrestres, debido a la caída de Francia y a la posterior batalla de Inglaterra, el desvío de recursos para facilitar el desarrollo y la fabricación de una variante naval habría reducido naturalmente la producción de Spitfire. Para cubrir parcialmente el vacío hasta que el sustituto del Fulmar (Especificación N.5/40, que sería el Fairey Firefly) pudiera entrar en servicio, se decidió pedir una serie de Grumman Wildcat de Estados Unidos para equipar a la FAA. Estos aviones entrarían en servicio hacia finales de 1940 con el nombre de Martlet.
A finales de 1941 y principios de 1942, el Almirantazgo volvió a evaluar el Spitfire para una posible conversión. A finales de 1941, un total de 48 Spitfire Mk.Vb fue convertido por Air Training Service Ltd. en Hamble como "Spitfire con gancho". Este fue el Seafire Mk.Ib y sería la primera de varias variantes del Seafire en llegar a la Fleet Air Arm. Esta versión del Seafire se utilizó principalmente para permitir que la Marina Real adquiriera experiencia en la operación del Spitfire en portaaviones. El principal cambio estructural se realizó en el fuselaje trasero inferior, que incorporó un gancho de retención estilo marco en A y larguerillos inferiores reforzados. Pronto se descubrió que el fuselaje, especialmente alrededor de las escotillas, era demasiado débil para las operaciones en portaaviones. En un intento de aliviar esta condición, se remacharon tiras de refuerzo alrededor de las aberturas de las escotillas y a lo largo de los larguerillos principales del fuselaje.
Otros 118 Seafire Mk.Ib que incorporaban refuerzos del fuselaje fueron modificados a partir de Spitfire Vb por Cunliffe-Owen en Eastleigh y el Air Training Service. Estos aviones estaban equipados con equipos de radio HF navales y equipos IFF, así como con una radiobaliza Type 72. En estos y todos los Seafire posteriores, los instrumentos fueron recalibrados para leer nudos y millas náuticas en lugar de millas por hora y millas. El armamento fijo era el mismo que el del Spitfire Vb; dos cañones Hispano Mk.II de 20 mm con 60 dpa alimentados desde un cargador de "tambor" y cuatro ametralladoras Browning de 7,7 mm con 350 dpa. También se previó llevar un depósito de combustible de 140 L de tipo "zapatilla" debajo del fuselaje. En junio de 1942 se realizaron las primeras entregas del Seafire al Escuadrón 807. Otra unidad de primera línea, el Escuadrón 801, operó esta versión a bordo del HMS Furious desde octubre de 1942 hasta septiembre de 1944.

### Desarrollo posterior

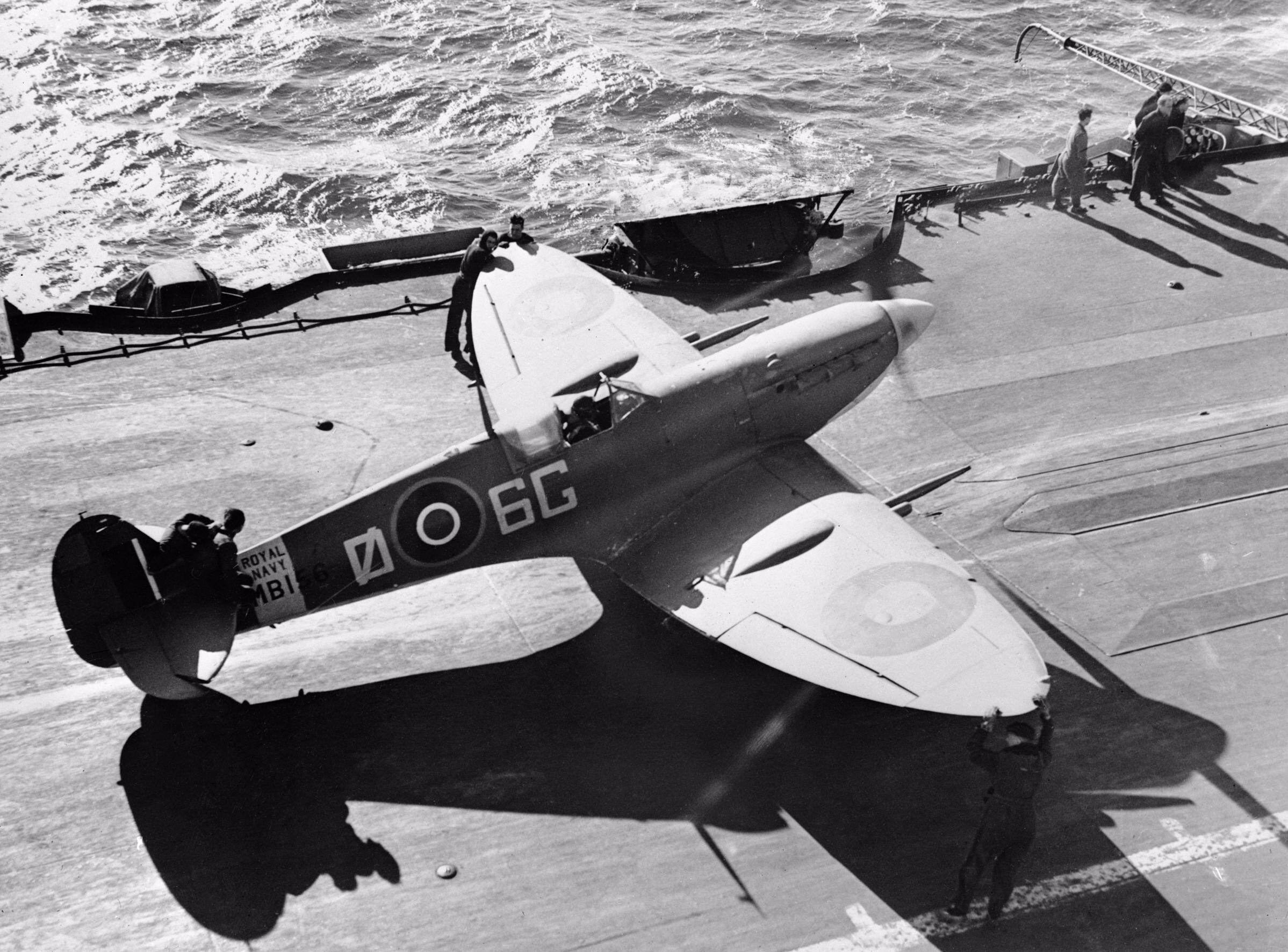
Seafire Mk. IIc en la cubierta de vuelo del HMS Formidable, diciembre de 1942.

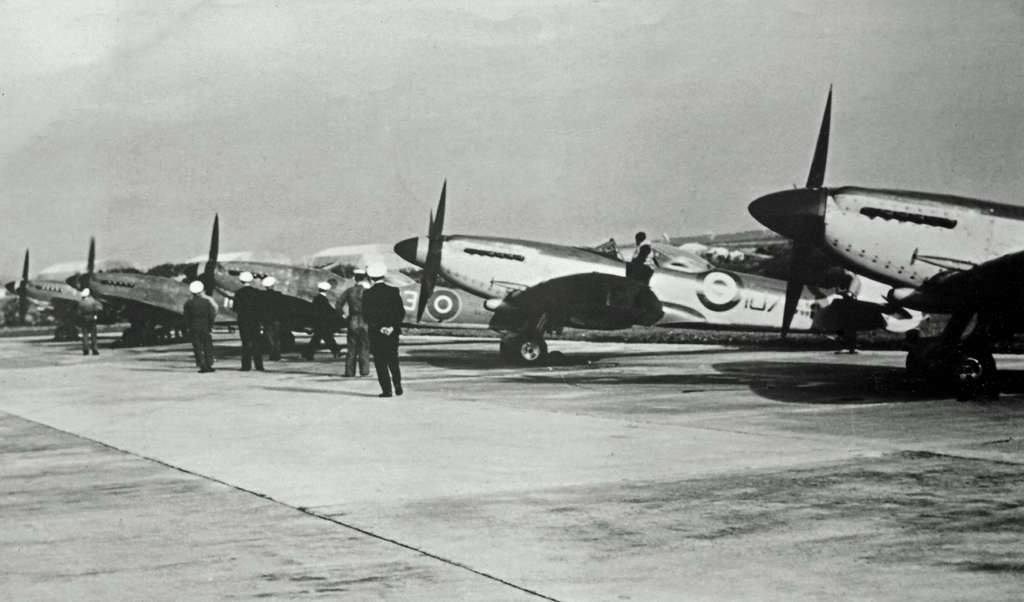
Seafire F Mk.XVII operativos del Escuadrón N.º 1831 RNVR en RNAS Stretton en 1950.

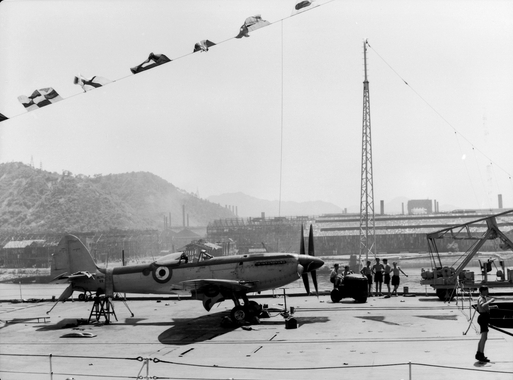
Seafire F Mk.47 a bordo del HMS Unicorn, Japón, 1950.

La segunda variante semi-naval del Seafire y la primera en construirse como tal, fue el Seafire F Mk.IIc que se basaba en el Spitfire Vc. El Vc tenía varias mejoras con respecto al Spitfire Vb. Aparte de las modificaciones incluidas en el lote principal de Seafire Ib, esta versión incorporó carretes de catapulta y un solo soporte de suspensión a cada lado del fuselaje, justo por detrás del mamparo del motor. Se produjeron tres subtipos: el F Mk.IIc y el FR Mk.IIc (caza de reconocimiento), propulsado por un Merlin 46, y el L Mk.IIc propulsado por un Merlin 32 de baja cota, fabricado específicamente para uso naval. Esta versión del Merlin utilizaba un impulsor del sobrealimentador "recortado" para proporcionar mayor potencia a bajas altitudes que los motores estándar, entregando 1182 kW (1585 hp) a 840 m (2750 pies). Ambos motores movían una hélice de cuatro palas Rotol de 3,28 m de diámetro. Debido a que esta versión utilizaba el ala "C", los cañones Hispano se alimentaban mediante un cargador de cinta con 120 cartuchos, por lo demás el armamento era el mismo que el del Ib; el FR también llevaba dos cámaras F24. Después de las pruebas del Rocket Assisted Take Off Gear (Equipo de Despegue Asistido por Cohetes, RATOG, pequeños motores cohete de combustible sólido que podían fijarse al fuselaje o a las alas de los aviones para ayudar a acortar el recorrido de despegue) en febrero de 1943, este equipo se convirtió en un accesorio estándar disponible para todos los Seafire. Sin embargo, muchos pilotos de la FAA rara vez utilizaban el RATOG, en parte porque no era necesario y debido a los riesgos que planteaba un encendido asimétrico.
El modelo IIc fue el primero de los Seafire que se desplegó operativamente en grandes cantidades; Supermarine construyó 262 ejemplares de este modelo y otros 110 fueron construidos por Westland, que también construyó 30 Seafire Mk.III (Hybrid) (Mk.III sin alas plegables). Aunque fue desarrollado para su uso en portaaviones, esta versión carecía de las alas plegables necesarias para permitir su uso a bordo de algunos portaaviones de la Marina Real, algunos de los cuales tenían pequeños elevadores de aeronaves incapaces de acomodar la envergadura completa de los Seafire.
El Seafire F Mk.III fue la primera adaptación verdadera del diseño del Spitfire para portaaviones. Fue desarrollado a partir del Seafire Mk.IIc, pero incorporaba alas plegables manualmente, lo que permitía aparcar más de estos aviones en la cubierta o en los hangares inferiores. Supermarine ideó un sistema de dos pliegues rectos en el sentido de la cuerda; se introdujo una ruptura inmediatamente por fuera de los huecos de las ruedas, desde donde el ala se articulaba hacia arriba y se angulaba ligeramente hacia el fuselaje. Una segunda bisagra en la unión de cada punta alar permitía que las puntas se plegaran hacia abajo (cuando las alas estaban plegadas, las puntas de las alas se doblaban hacia afuera). Esta versión utilizaba el más potente Merlin 55 (F Mk.III y FR Mk.III) o Merlin 55M (L Mk.III), que movía la misma unidad de hélice de cuatro palas utilizada por la serie IIc; el Merlin 55M era otra versión del Merlin optimizada para un máximo rendimiento a baja altitud. Otras modificaciones que se hicieron en el Spitfire también llegaron al Seafire, incluido un filtro de aire Aero-Vee delgado y escapes de tipo eyector de seis columnas. El cañón Hispano Mk.V, ligero y de cañón más corto, se introdujo durante la producción, al igual que accesorios para depósitos de combustible sobrecargados en las alas. Esta variante se construyó en cantidades mayores que cualquier otra variante de Seafire; de los 1220 fabricados, Westland construyó 870 unidades y Cunliffe Owen, 350. En 1947, 12 Mk.III fueron despojados de su equipo naval por Supermarine y entregados al Cuerpo Aéreo Irlandés.
Después de la serie Mk.III, la siguiente variante del Seafire que apareció fue la Seafire F Mk.XV, que estaba propulsado por un Griffon VI, con sobrealimentador de una sola etapa con una potencia nominal de 1380 kW (1850 hp) a 610 m (2000 pies), y que movía una hélice Rotol de 3,18 m. Diseñado en respuesta a la Especificación N.4/43, este parecía ser un Spitfire F Mk.XII naval; en realidad el Mk.XV fue una amalgama de un fuselaje y alas reforzadas del Seafire III con los depósitos de combustible alares, rueda de cola retráctil, elevadores más grandes y timón "puntiagudo" de cuerda ancha del Spitfire VIII. La cubierta del motor era diferente a la de la serie Spitfire XII, ya que estaba asegurada con un mayor número de sujetadores y carecía de la ampolla con forma de bellota detrás del cono. Los últimos 30 Mk.XV se construyeron con la cabina en forma de "lágrima" y el fuselaje trasero recortado introducido en el Spitfire Mk.XVI. En los primeros 50 aviones fabricados por Cunliffe-Owen se instaló un gancho de retención con estructura en A más pesado y reforzado para soportar el mayor peso. En los modelos Mk.XV posteriores se utilizó un nuevo tipo de gancho de detención de tipo "aguijón"; esta versión estaba fijada al poste del timón reforzado en la parte trasera del fuselaje y estaba alojada en un carenado por debajo de la base del timón acortado. Una protección en forma de V por delante de la rueda de cola evitaba que los cables de retención se enredaran con la rueda de cola. Cunliffe-Owen y Westland construyeron 390 Seafire XV a partir de finales de 1944. Supermarine había construido seis prototipos.
Un problema que surgió inmediatamente fue el mal comportamiento sobre cubierta de esta variante, especialmente en el despegue. A plena potencia, la estela de la hélice, que giraba hacia la izquierda (a diferencia del Merlin, que giraba hacia la derecha), a menudo obligaba al Seafire a girar a estribor, incluso con el timón puesto totalmente en el sentido opuesto. Esto a veces provocaba una colisión contra la isla del portaaviones. Las patas oleoneumáticas del tren de aterrizaje seguían siendo las mismas que las de los Spitfire con motor Merlin, mucho más ligeros, lo que significa que el balanceo a menudo iba acompañado de una serie de saltos. Como medida provisional, se recomendó que los pilotos evitaran utilizar la potencia máxima en el despegue (se recomendó un "boost" máximo de 4,5 kg). También hubo problemas con este giro, que se acentuaba fuertemente en caso de un encendido asimétrico del equipo RATOG. En realidad, ninguno de los Seafire con motor Griffon de "primera generación" iba a utilizar RATOG en el mar a menos que estuvieran posicionados por delante de la primera barrera de protección en cubierta.
El Seafire F Mk.XVII era un Mk.XV modificado; el cambio más importante fue el tren de aterrizaje principal reforzado que utilizaba oleos más largos y una relación de rebote más baja. Esto contribuyó en cierta medida a moderar el comportamiento sobre cubierta del Mk.XV, redujo la propensión de las puntas de la hélice a "picotear" la cubierta durante un aterrizaje retenido y los oleos más suaves evitaban que el avión rebotara ocasionalmente sobre los cables de detención y se estrellara contra la barrera de retención. La mayoría de los XVII de producción tenían el fuselaje trasero recortado y la cubierta en forma de lágrima (el parabrisas se modificó a una sección redondeada, con ventanas laterales estrechas, en lugar del parabrisas plano utilizado en los Spitfire) y un depósito de combustible adicional de 33 galones instalado en el fuselaje trasero. Las alas fueron reforzadas, con un larguero principal más robusto necesario debido al nuevo tren de aterrizaje, y podían soportar cargas subalares más pesadas que las variantes anteriores del Seafire. Westland (212) y Cunliffe-Owen (20) construyeron 232 ejemplares de esta variante.
Los Seafire F Mk.45 y FR Mk.45 fueron los primeros en utilizar un motor de la serie Griffon 60 con un sobrealimentador de dos etapas y dos velocidades. El prototipo TM379 había sido modificado a partir de un prototipo de Spitfire F Mk.21 por Cunliffe-Owen y contaba con un gancho de detención de "aguijón". Dado que esta versión se consideraba un modelo "provisional", el ala, que no presentaba cambios con respecto a la del Spitfire Mk.21, no era plegable. La capacidad de combustible de esta variante era 550 L en dos depósitos principales del fuselaje delantero: el depósito inferior llevaba 220 L mientras que el superior, 160 L, más dos depósitos de combustible integrados en los bordes de ataque de las alas, con capacidades de 57 y 25 L respectivamente. El Seafire F Mk.45 entró en servicio con el Escuadrón 778 en noviembre de 1946 y algunos fueron modificados a FR Mk.45 en marzo de 1947 al equiparlos con dos cámaras F24 en el fuselaje trasero. Se construyeron cincuenta F Mk.45 en la fábrica de Castle Bromwich.
Los Seafire F Mk.46 y FR Mk.46 eran un Spitfire F Mk.22 modificado según el estándar naval y presentaba un fuselaje trasero recortado y una cubierta en forma de "lágrima". Una vez más el ala no había sido modificada para plegarse. Se cambió el equipo eléctrico de un sistema de 12 voltios a uno de 24 voltios. El sistema de combustible fue modificado respecto al del Seafire 45 para incorporar un depósito de combustible de 150 L en el fuselaje trasero, mientras que las alas estaban dotadas de conducciones para permitir un depósito de combate de 102 L llevado debajo de cada una. Además, podía llevarse un depósito lanzable de combustible de 230 L debajo del fuselaje. En abril de 1947, los Griffon 61 o 64 que movían una unidad de hélice Rotol de cinco palas fueron reemplazados por Griffon 85 u 87 que movían dos hélices contrarrotativas Rotol de tres palas. Todos, excepto los primeros, incorporaron unidades de cola más grandes del Spiteful y del Seafang. Estos dos cambios transformaron el manejo al eliminar el giro a estribor de las variantes anteriores con motor Griffon. Se ordenaron 200 Mk.46, pero sólo se construyeron 24 ejemplares, todos por Supermarine.
La versión final del Seafire fue el Seafire F Mk.47 y FR Mk.47. No existió un verdadero prototipo, en su lugar los primeros aviones de producción PS944 y PS945 sirvieron como aviones de pruebas. Como el Seafire embarcado "definitivo", el Mk.47 incorporaba varias mejoras con respecto a las variantes anteriores. Después de los primeros cuatro aviones, con alas plegadas manualmente, el Mk.47 incorporó un plegado de alas con accionamiento hidráulico, plegando las alas exteriores hacia arriba en una sola pieza, sin las puntas de las alas plegables de las marcas anteriores. Todos los Mk.47 adoptaron las hélices contrarrotativas Rotol. El Mk.47 también contaba con un largo conducto de aire del sobrealimentador, cuya entrada comenzaba justo detrás del cono y un parabrisas curvo modificado, similar al utilizado en el Mk.XVII. Otras características exclusivas de los Mk.47 eran los compensadores del elevador accionados por resorte, un gran peso de inercia en el sistema de control del elevador y rebordes en los bordes de fuga de los elevadores. Estos cambios mejoraron la estabilidad longitudinal, especialmente cuando el avión estaba completamente cargado. El parabrisas modificado resultó ser impopular entre los pilotos debido a los continuos problemas con el empañamiento y los marcos más gruesos y reposicionados obstruían la visibilidad durante los aterrizajes en cubierta. A pesar de las recomendaciones hechas de cambiar el parabrisas a una unidad estándar de Spitfire 24, nunca se llevó a cabo. Las pruebas de rendimiento mostraron que el Mk.47 era ligeramente más lento que el Mk.46 a velocidades máximas y de ascenso, principalmente debido a la larga entrada de aire del sobrealimentador, que era menos eficiente que el modelo más corto instalado en los Seafire anteriores. Los primeros catorce aviones estaban propulsados por el Griffon 87, pero el resto de los 89 aviones de producción (construidos por Supermarine en South Marston) lo fueron por el Griffon 88, que utilizaba un sistema de inyección de combustible Rolls-Royce en lugar del carburador utilizado en los Spitfire y Seafire anteriores. El Seafire 47 entró en acción con el Escuadrón 800 a bordo del HMS Triumph durante la emergencia Malaya de 1949 y durante la guerra de Corea en 1950. Sin embargo, en 1951 todos los Seafire fueron retirados del servicio de primera línea. En total se construyeron 90 F Mk.47 y FR Mk.47, todos por Supermarine. El VR971, el último de los 22 000 aviones construidos bajo el programa Spitfire/Seafire, salió de la línea de producción de Supermarine el 28 de enero de 1949. La velocidad máxima para esta variante era: 451 mph a 20 000 pies o 433 mph a 24 000 pies, techo: 43 100 pies, alcance: 405 millas más 15 minutos de combate.

### Evaluación

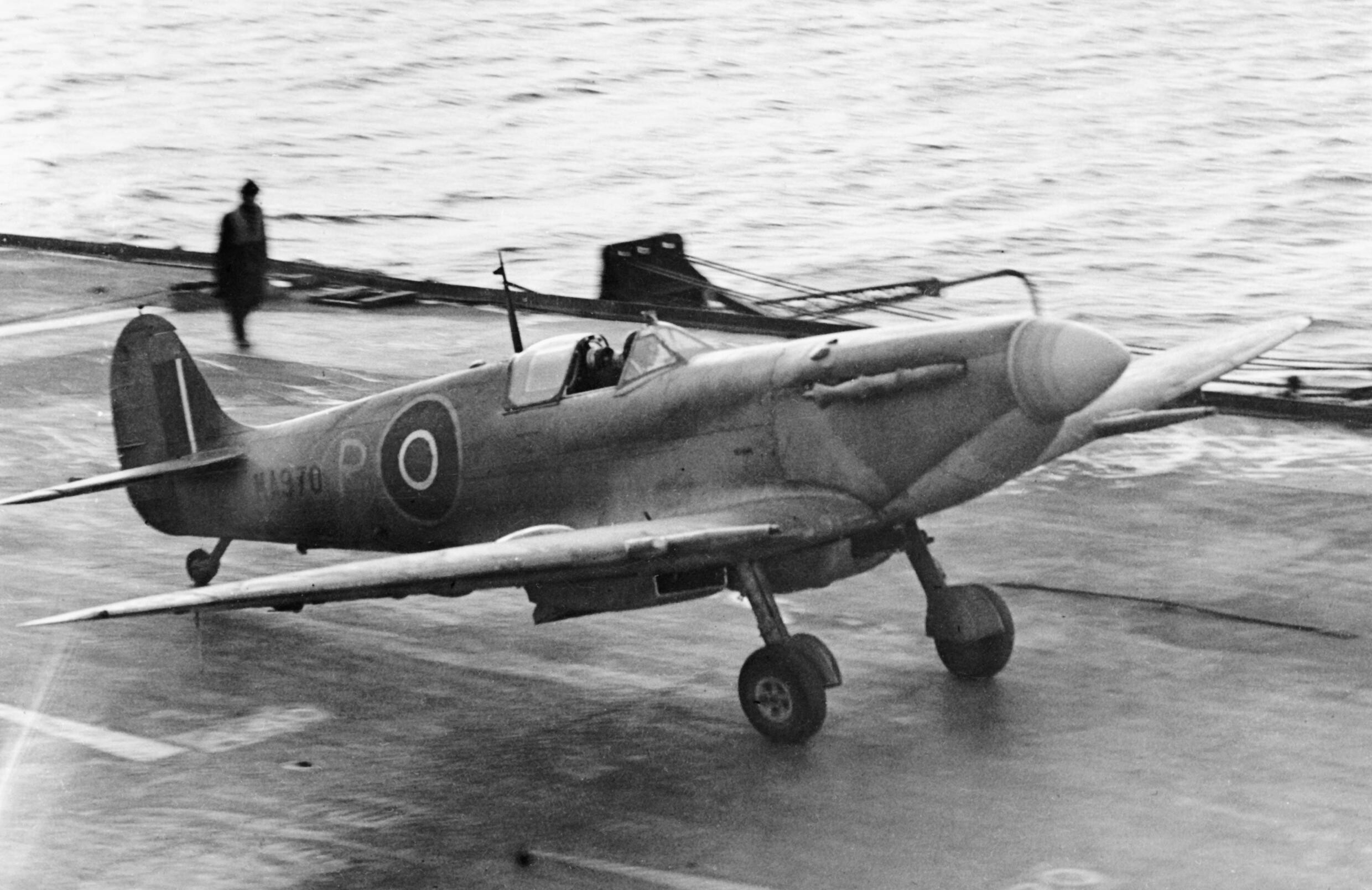
Supermarine Seafire apontando a bordo del HMS Illustrious, febrero de 1943. Obsérvese el estrecho tren de aterrizaje.

El papel original del Spitfire, en el que demostró ser formidable, fue el de interceptor terrestre de corto alcance. Como caza embarcado, el diseño era un punto medio y sufrió muchas pérdidas debido a daños estructurales causados por los fuertes aterrizajes en las cubiertas de los portaaviones: un problema que continuó incluso con el refuerzo introducido por el Mk.II. El Seafire poseía un tren de aterrizaje de vía estrecha, lo que significaba que no era adecuado para operaciones en cubierta. Las numerosas modificaciones habían desplazado el centro de gravedad hacia atrás, lo que dificultaba el control a baja velocidad y las características de pérdida del avión significaban que era difícil aterrizar con precisión en el portaaviones, lo que provocó muchos accidentes. Otros problemas incluían el corto alcance y la resistencia del Spitfire (aceptable para un interceptor, pero no para operaciones en portaaviones), la carga limitada de armas y el peligro de un amerizaje forzoso. La primera variante del Seafire que superó muchos de estos problemas fue la Mk.XVII con su nuevo diseño del tren de aterrizaje, estructura reforzada y depósitos de combustible adicionales, aunque todavía tenía puntos medios y entró en servicio mucho después de que terminara la guerra.
El punto más bajo de las operaciones del Seafire se produjo durante la operación Avalanche, la invasión de Salerno en septiembre de 1943. De los 106 Seafire disponibles en los portaaviones de escolta británicos el 9 de septiembre, sólo 39 estaban en condiciones de servicio al amanecer del Día D más dos (11 de septiembre). Parte de esto se atribuyó a las condiciones planas y tranquilas presentes, lo que significaba que no había habido suficiente viento en contra para frenar adecuadamente a los Seafire al aterrizar. Muchos aviones no lograron atrapar los cables de detención y se estrellaron contra las barreras de retención, mientras que otros perdieron sus ganchos de detención del fuselaje porque atraparon los cables a una velocidad demasiado alta. A pesar de estos problemas, los Seafire (especialmente los L Mk.II y L Mk.III, con sus motores Merlin de baja altitud) patrullaban la flota de portaaviones como protección contra atacantes de baja altitud, mientras que los cazas de mayor alcance, como el Grumman F6F Hellcat, asumieron un papel similar más lejos y a mayores altitudes.
El Seafire II superó al A6M-5 Zero baja cota cuando los dos modelos se probaron entre sí. Los aviones aliados contemporáneos que habían sido diseñados específicamente para su uso en portaaviones, como el Grumman F6F Hellcat, eran considerablemente más grandes y robustos. El Seafire III, más potente, disfrutaba de mejores tasas de ascenso y aceleración que estos otros cazas. Los modelos de Seafire de finales de la guerra equipados con motores Griffon disfrutaron de un aumento considerable del rendimiento en comparación con sus predecesores con motores Merlin, pero tenían graves fallos, principalmente resultado de la mayor potencia del nuevo motor. El aumento asociado del par motor significó que el piloto tenía que corregir continuamente el vuelo del avión para evitar que la estructura del mismo girara en dirección opuesta a la de la hélice. Esto era un problema considerable al intentar despegar y aterrizar desde un portaaviones. El torque también afectaba a la sustentación del ala derecha (los motores Griffon giraban en sentido antihorario), que perdería sustentación e incluso entraría en pérdida a velocidades moderadas. El aumento de peso del motor significó que el despegue tenía que ser más largo, lo que resultaba muy peligroso para la mayoría de los portaaviones británicos. El aumento de peso del motor afectó aún más al centro de gravedad en el que Mitchell se había concentrado con tanto cuidado en el Spitfire original. Como resultado, el manejo de la aeronave se vio afectado. Finalmente, la mayoría de estos problemas se resolvieron en el Seafire 47, cuando se adoptó la hélice contrarrotativa de seis palas.

## Historia operacional

### Servicio en tiempos de guerra

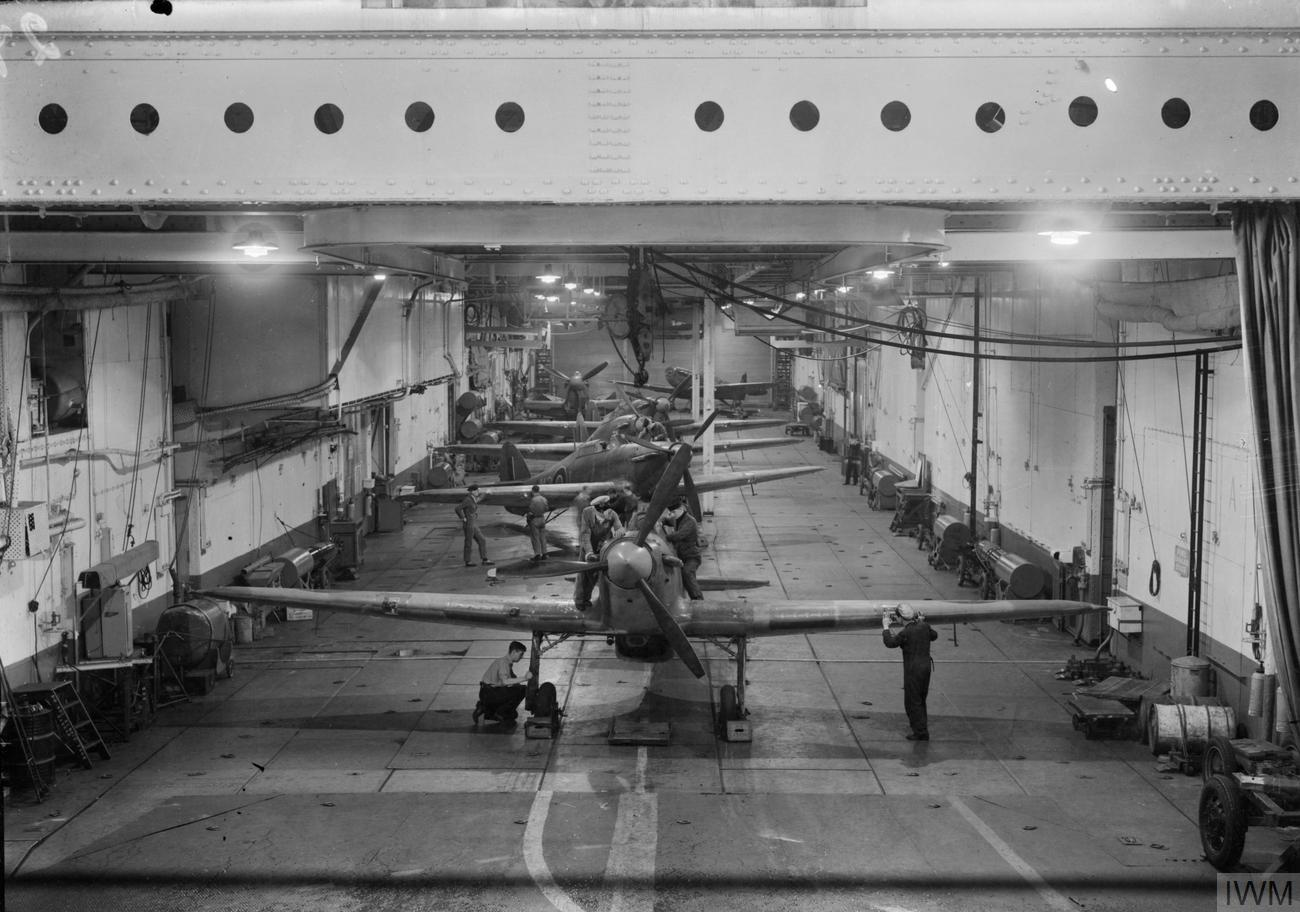
Cinco Hawker Sea Hurricane y un solo Seafire almacenados a bordo del HMS Argus.

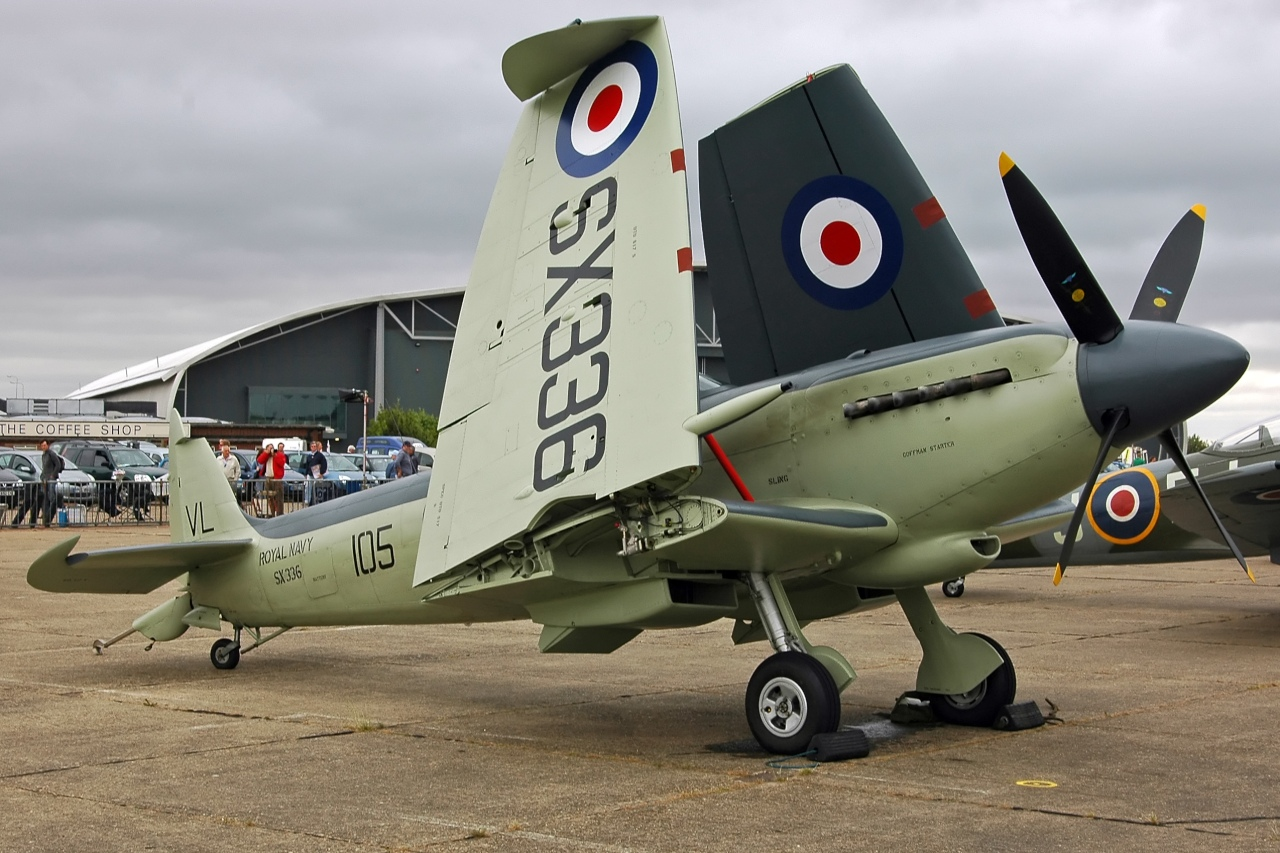
Seafire F.XVII SX336. Nótense las alas plegadas para reducir su espacio de almacenamiento.

Durante 1942 y 1943, los escuadrones de la FAA se convirtieron progresivamente al Seafire, reemplazando finalmente al Sea Hurricane en el servicio de primera línea. En la Fleet Air Arm, los Spitfire y Seafire fueron utilizados por varios escuadrones, siendo los Spitfire utilizados por escuadrones de entrenamiento y terrestres. Doce escuadrones de la serie 800 utilizaron Spitfire y Seafire (números 801, 802, 808, 809, 879, 880, 884, 885, 886, 887, 897 y 899). Varias unidades de la Real Reserva Voluntaria Naval también volaron Seafire después de la guerra, incluidos los escuadrones de 1831, 1832 y 1833.
En noviembre de 1942, el primer uso en combate del Seafire ocurrió durante la operación Torch, los desembarcos aliados en el norte de África, desde las cubiertas de varios portaaviones de escolta y de flota; inusualmente, los Seafire volaron con marcas de estrellas estadounidenses durante la operación, estas fueron retiradas después de su retirada del teatro. En julio de 1943, el Seafire se utilizó para proporcionar cobertura aérea a la invasión aliada de Sicilia; y repitió esta función en septiembre de 1943 durante la posterior invasión aliada de Italia, siendo utilizado para mantener la cobertura aérea continua de las cabezas de playa, siendo el modelo casi completamente responsable de esta tarea. Durante esta última operación, aproximadamente la mitad de los Seafire del grupo de tareas quedaron inoperativos en cuatro días, principalmente debido a accidentes de aterrizaje.
Durante 1944, los Seafire se utilizaron para dar cobertura aérea en apoyo de varias misiones de bombardeo aéreo contra el acorazado alemán Tirpitz. En junio de 1944, se utilizaron varios escuadrones de Seafire durante el desembarco de Normandía con el fin de localizar objetivos en tierra para que las baterías de artillería naval los atacaran; durante esta operación, estos aviones habían sido puestos bajo el control de la RAF y eran operados desde bases costeras, fueron devueltos al control de la FAA en julio de 1944. En agosto de 1944, los Seafire se utilizaron para apoyar a las fuerzas terrestres aliadas durante la operación Dragoon en el sur de Francia.
Durante la segunda mitad de la guerra, el Seafire prestó cada vez más servicio como parte de la contribución del Reino Unido a las campañas del Lejano Oriente en el Pacífico, sirviendo con los escuadrones n.º 887 y 894 de la Fleet Air Arm, a bordo del HMS Indefatigable y se unió a la Flota Británica del Pacífico a finales de 1944. Como el alcance rápidamente se convirtió en un factor perjudicial en las operaciones del Pacífico, los Seafire en este teatro a menudo fueron equipados con depósitos de combustible adicionales utilizados anteriormente por los Curtiss P-40 Warhawk. Debido a su buen rendimiento a gran altitud y a la falta de capacidades de transporte de municiones (en comparación con los Hellcat y Corsair de la flota), a los Seafire se les asignaron las tareas defensivas vitales de Patrulla Aérea de Combate (CAP) sobre la flota. Durante mayo de 1945, los Seafire se utilizaron para cubrir los desembarcos aliados en Rangún durante la Operación Crimson. Por lo tanto, los Seafire estuvieron muy involucrados en la lucha contra los ataques kamikaze durante los desembarcos de Okinawa y posteriores. El Seafire estuvo operativo en la Flota del Pacífico hasta el Día de la Victoria sobre Japón, y se utilizó frente a las costas de Japón durante los últimos meses de la guerra.
El mejor día de los Seafire fue el 15 de agosto de 1945, cuando derribó ocho aviones atacantes y sufrió una pérdida. Durante la campaña, el 887 NAS reivindicó 12 derribos y el 894 NAS reivindicó 10 derribos (con dos más a principios de 1944 sobre Noruega). El piloto de Seafire con mayor puntuación de la guerra fue el subteniente R.H. Reynolds DSC del 894, que obtuvo 4,5 victorias aéreas entre 1944 y 1945.

### Servicio de posguerra

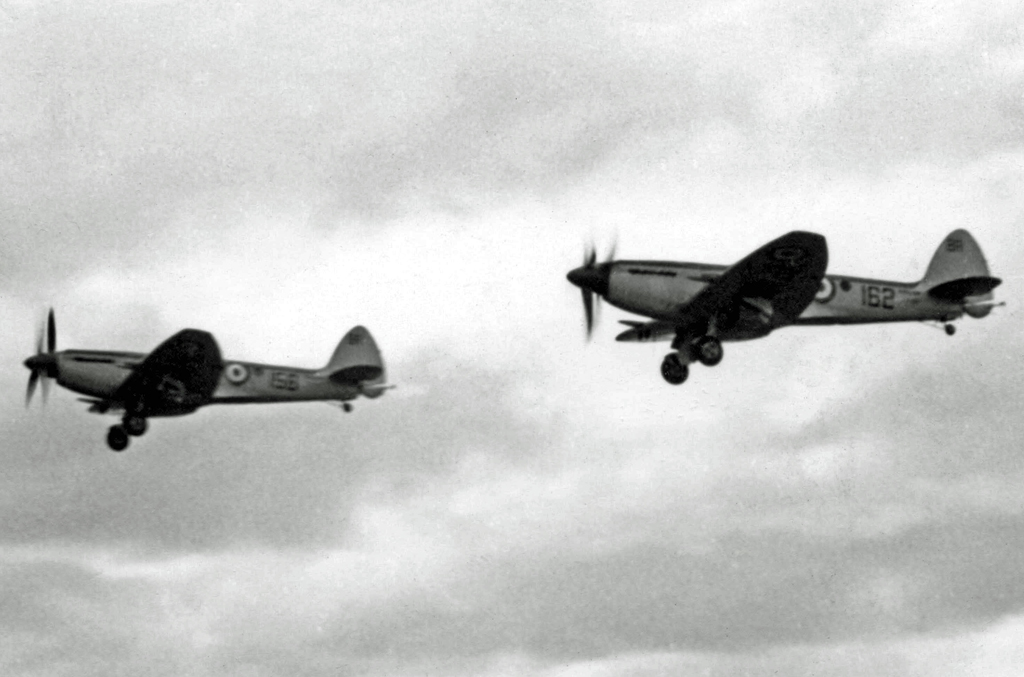
Seafire F.47 operativos del Escuadrón 1833 de la RNVR en mayo de 1953.

Durante el servicio inmediatamente posterior a la guerra, la Fleet Air Arm reemplazó rápidamente sus Seafire con motores Merlin por sus contrapartes con motores Griffon. En consecuencia, el servicio adoptó inicialmente el Seafire Mk.XV y el Mk.17; a partir de 1948, la FAA comenzó a aceptar el modelo definitivo del Seafire, el Mk.47.
En 1950, el HMS Triumph inició una gira por el Lejano Oriente, embarcando al 800.º Escuadrón Aéreo Naval con Seafire 47, junto con el 827.º Escuadrón Aéreo Naval, equipado con el Fairey Firefly, tras el estallido de la Guerra de Corea. El HMS Triumph fue desviado a operaciones para intentar detener la ofensiva norcoreana. Los Seafire participaron en la realización de ataques terrestres y patrullas aéreas de combate desde julio hasta septiembre de 1950, cuando el HMS Triumph fue reemplazado por HMS Theseus, equipado con los nuevos Hawker Sea Fury. Durante las operaciones frente a las costas de Corea, los Seafire volaron 360 salidas operativas, perdiendo un avión derribado por fuego amigo de un Boeing B-29 Superfortress y un segundo avión perdido cuando su gancho de detención no se extendió. El Seafire demostró ser más vulnerable a las tensiones de la operación en portaaviones y muchos aviones sufrieron arrugas en el fuselaje trasero provocadas por aterrizajes duros. Tras el final de las operaciones, cuando se volvieron a imponer las normas de aeronavegabilidad en tiempos de paz, todos los Seafire del Escuadrón 800, excepto tres, fueron declarados inservibles debido a arrugas.
La Marina Real Canadiense y la Aviación Naval francesa adquirieron Seafire para operar desde portaaviones ex-Marina Real después del final de la Segunda Guerra Mundial. Los Seafire Mk.XV canadienses volaron desde el HMS Warrior y luego desde el HMCS Magnificent antes de ser reemplazado por el Sea Fury en 1948. Francia recibió 65 Seafire Mk.III, 24 de ellos desplegados en el portaaviones Arromanches en 1948 cuando zarpó hacia Vietnam para luchar en la primera guerra de Indochina; los Seafire operaron desde bases terrestres y desde el Arromanches en misiones de ataque terrestre contra el Viet Minh antes de ser retirados de las operaciones de combate en enero de 1949. Tras regresar a aguas europeas, las unidades de Seafire fueron reequipadas con Seafire XV, pero estos fueron rápidamente reemplazados por Grumman F6F Hellcat a partir de 1950.
El Cuerpo Aéreo Irlandés operó Seafire durante un tiempo después de la guerra, a pesar de no tener servicio aéreo naval ni portaaviones. Los aviones fueron operados desde Baldonnel (Aeródromo Casement) con la mayor parte de su equipo naval desmontado, pero conservando las alas plegables. Durante la década de 1950, se realizó un intento fallido de reciclar los motores Merlin, reemplazando el motor Bedford averiado en un tanque Churchill con un motor de un Seafire desguazado. El 19 de junio de 1954, el último Seafire en servicio en Irlanda fue retirado.

## Operadores

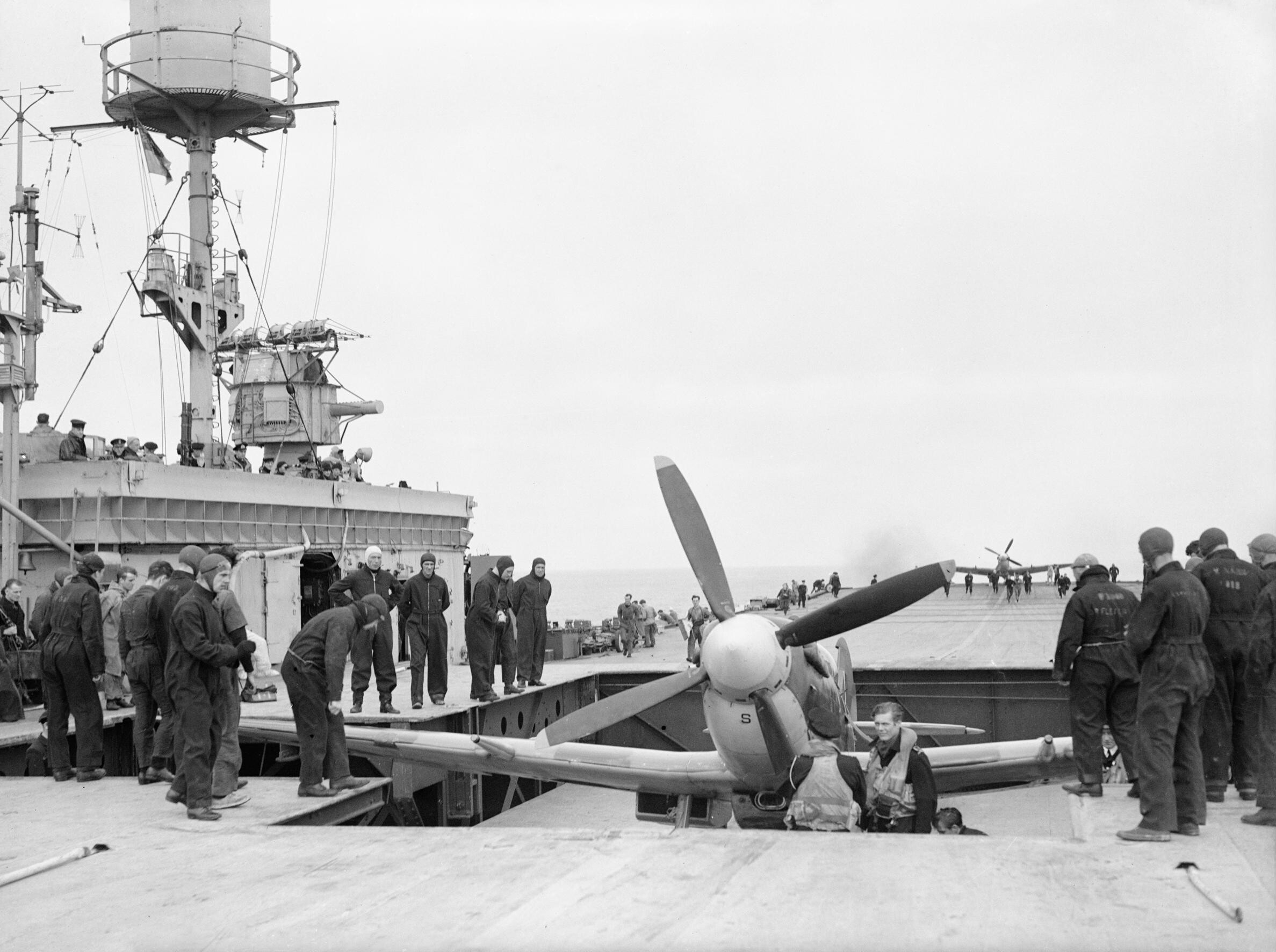
Un Seafire siendo llevado a la cubierta de vuelo del.

Canadá
- Marina Real Canadiense

 Francia
- Aeronavale de la Armada Francesa

 Irlanda
- Cuerpo Aéreo Irlandés

 Reino Unido
- Marina Real
  - Arma Aérea de la Flota
  - Real Reserva Voluntaria Naval

## Supervivientes

### Australia
- Seafire F Mk.XV SW800 (VH-CIH): en almacenamiento, área de Adelaida, Australia del Sur. Recuperado del depósito de chatarra de Brownhills en el Reino Unido, alrededor de 1991 y enviado a Melbourne, Victoria.[46]

### Myanmar (Birmania)
- Seafire F Mk.XV PR376 / UB409: en exhibición externa en el recién inaugurado (2016) Museo de los Servicios de Defensa en las afueras de Naypyidaw.[47]

### Reino Unido

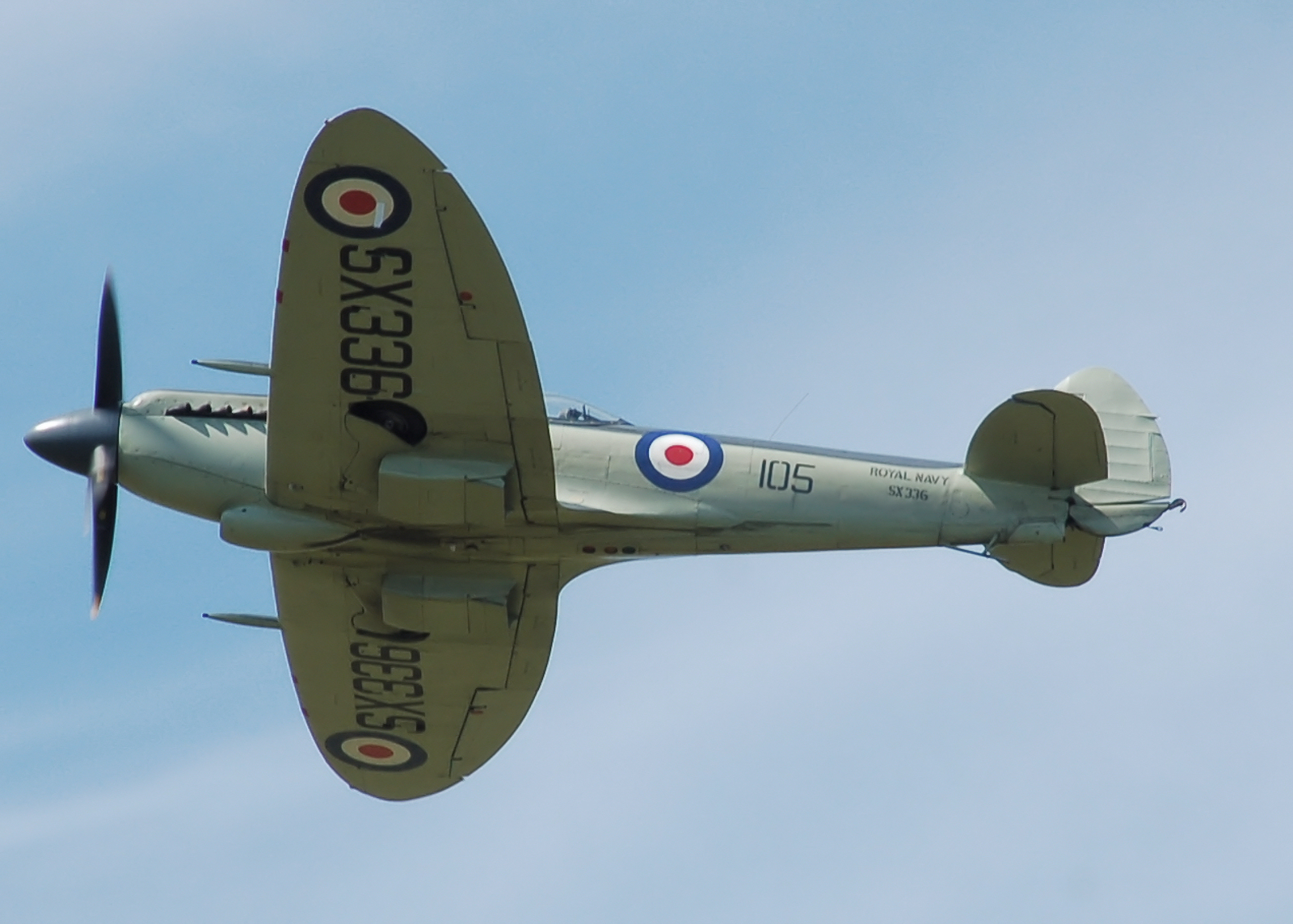
Seafire SX336 F Mk.XVII preservado en el Cotswold Air Show en 2010.

- Seafire LF IIIc PP972 (G-BUAR): propiedad de Air Leasing Ltd. Construido en 1944 y entregado al Escuadrón 809 de la Flota Aérea antes de unirse a la Aeronavale (Marina Francesa) como 12F.2 (más tarde 1F.9). Fue adquirido por un particular en 1970 y estuvo en exposición estática en 1982 en el Museo de la Resistencia en Saint Marcel.[48] La restauración para ponerlo en condiciones de vuelo comenzó en 1988 y fue matriculado como G-BUAR. Posteriormente fue adquirido por Air Leasing en 2012 y se completó en 2015.[49]
- Seafire F Mk.XVII SX336 (G-KASX): propiedad de Tim J. Manna, Cranfield. Construido por Westland Aircraft en 1946. Sirvió en varias unidades de la Marina Real antes de ser desguazado en 1955. Fue recuperado en la década de 1970 como un fuselaje desnudo por el conocido historiador de Spitfire, Peter Arnold, y después de algunos propietarios, pasó a Tim Manna para terminar la restauración. Voló por primera vez desde su restauración en 2006.[50]
- Seafire F Mk.XVII SX137: en exhibición en el Museo de la Armada Aérea de la Flota, Yeovilton.[51]

### Estados Unidos
- Seafire Mk.XVc PR503 (N503PR): propiedad de Wes Strickler y con sede en Columbia. Restaurado por Jim Collins.[52][53]
- Seafire FR Mk.47 VP441 (N47SF): propiedad de Jim Smith y ubicado en su colección privada en el Museo Aéreo Stonehenge en Fortine, Montana. Restaurado por Ezell Aviation.[54]

### Canadá
- Seafire F Mk.XVc PR451: sirvió en la Marina Real Canadiense. En exhibición estática en los Museos Militares, en Calgary, Alberta, Canadá (julio de 2022).[55]

## Especificaciones (F Mk.III)
Referencia datos: Supermarine aircraft since 1914

### Características generales
- Tripulación: Uno (piloto)
- Longitud: 9,2 m (30,2 ft)
- Envergadura: 11,2 m (36,8 ft)
- Altura: 3,5 m (11,5 ft) (cola abajo y pala de hélice vertical)
- Superficie alar: 22,5 m² (242,2 ft²)
- Perfil alar: raíz: NACA 2213; punta: NACA 2209.4[57]
- Peso vacío: 2412 kg (5316 lb)
- Peso cargado: 3280 kg (7229,1 lb)
- Planta motriz: 1× motor lineal V12 refrigerado por líquido Rolls-Royce Merlin 55M.
  - Potencia: 1182 kW (1630 HP; 1607 CV)
- Hélices: De cuatro palas de velocidad constante

### Rendimiento
- Velocidad máxima operativa (Vno): 578 km/h (359 MPH; 312 kt) a 11 000 m (36 000 pies)
- Velocidad crucero (Vc): 438 km/h (272 MPH; 237 kt)
- Alcance: 748 km (404 nmi; 465 mi) (a velocidad de crucero)
- Techo de vuelo: 11 000 m (36 089 ft)
- Régimen de ascenso: 16,5 m/s (3248 ft/min)
- Tiempo a altitud: 8,1 min para 6100 m (20 000 pies)

### Armamento
- Ametralladoras: 

  - 4x Browning M1919 de 7,7 mm en las alas

- Cañones: 

  - 2x Hispano Mk.II de 20 mm en las alas
- Bombas: 

  - 2 de 110 kg (una bajo cada ala), o 1 de 230 kg bajo el fuselaje

## Aeronaves relacionadas

### Desarrollos relacionados
- Supermarine Spitfire
- Supermarine Seafang

### Aeronaves similares
- Grumman F4F Wildcat
- Grumman F6F Hellcat
- Mitsubishi A6M Zero
- Fairey Fulmar
- Hawker Sea Hurricane

### Secuencias de designación
- Secuencia Numérica (interna de Supermarine): ← 335 - 336 - 337 - 338 - 339 - 340 - 341 - 342 - 343 -- 354 - 355 - 356 - 357 - 358 - 359 - 360 - 361 -- 374 - 375 - 376 - 377 - 378 - 379 - 380 - 381 - 382 - 383 - 384 - 385 - 386 - 387 - 388 - 389 - 390 - 391 - 392 - 393 - 394 - 395 - 396 - 397 - 398 -- 503 - 504 - 505 - 506 - 507 - 508 - 509 →